# Catedral de Ebebiyín
La Catedral de Ebebiyín es un edificio religioso que pertenece a la Iglesia católica y se localiza en la provincia de Kié-Ntem en el extremo nororiental de la región continental del país africano de Guinea Ecuatorial cerca de la frontera con Camerún y Gabón.
Es una de las 3 catedrales que funcionan en la actualidad en esa nación, siendo las otras la de Bata y la de Malabo.
Fue construida en estilo gótico y es la sede de la diócesis de Ebibeyín (conocida también en latín como: Diœcesis Ebebiyinensis y establecida el 15 de octubre de 1982) incluida en la provincia eclesiástica de Malabo.